# Nässelklubba
Nässelklubba (Acrospermum compressum) är en svampart som beskrevs av Tode 1790. Nässelklubba ingår i släktet Acrospermum och familjen Acrospermaceae.  Arten är reproducerande i Sverige. Inga underarter finns listade i Catalogue of Life.